# グロリエッテ (ウィーン)

シェーンブルン宮殿の庭園の小高い丘に立つグロリエッテ

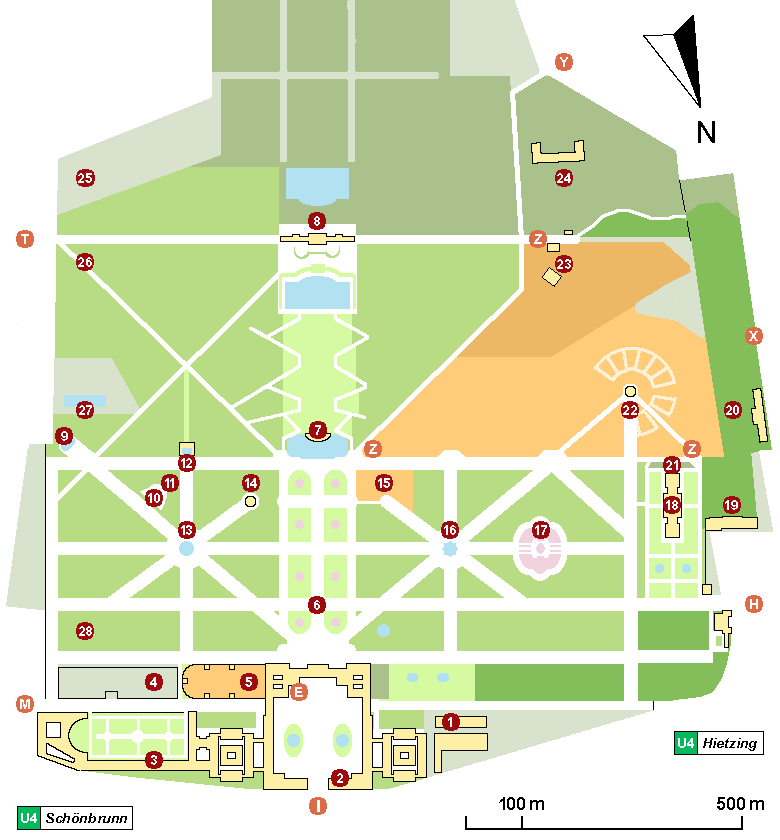
宮殿敷地内（地図の下が北）のグロリエッテの位置(数字の8)。1・2・3が宮殿、6が庭園、26がクライネ・グロリエッテ

ウィーンのシェーンブルン宮殿の庭園にあるグロリエッテ（Gloriette、12世紀のフランス語のgloire「小さな部屋」より）は数多ある「グロリエッテ」建築のうちでも最も規模が大きく、また、最も知名度の高い建築物である。「グロリエッテ」とは宮殿の庭園のうちで周囲より高い位置に作られる建築物を言う。
1775年に建立。現在のウィーン市13区（ヒーツィング区）。
建物の全長は84.3m、両脇の階段を入れると135.3m、幅14.6m、高さ25.95mとなっている。

## 歴史

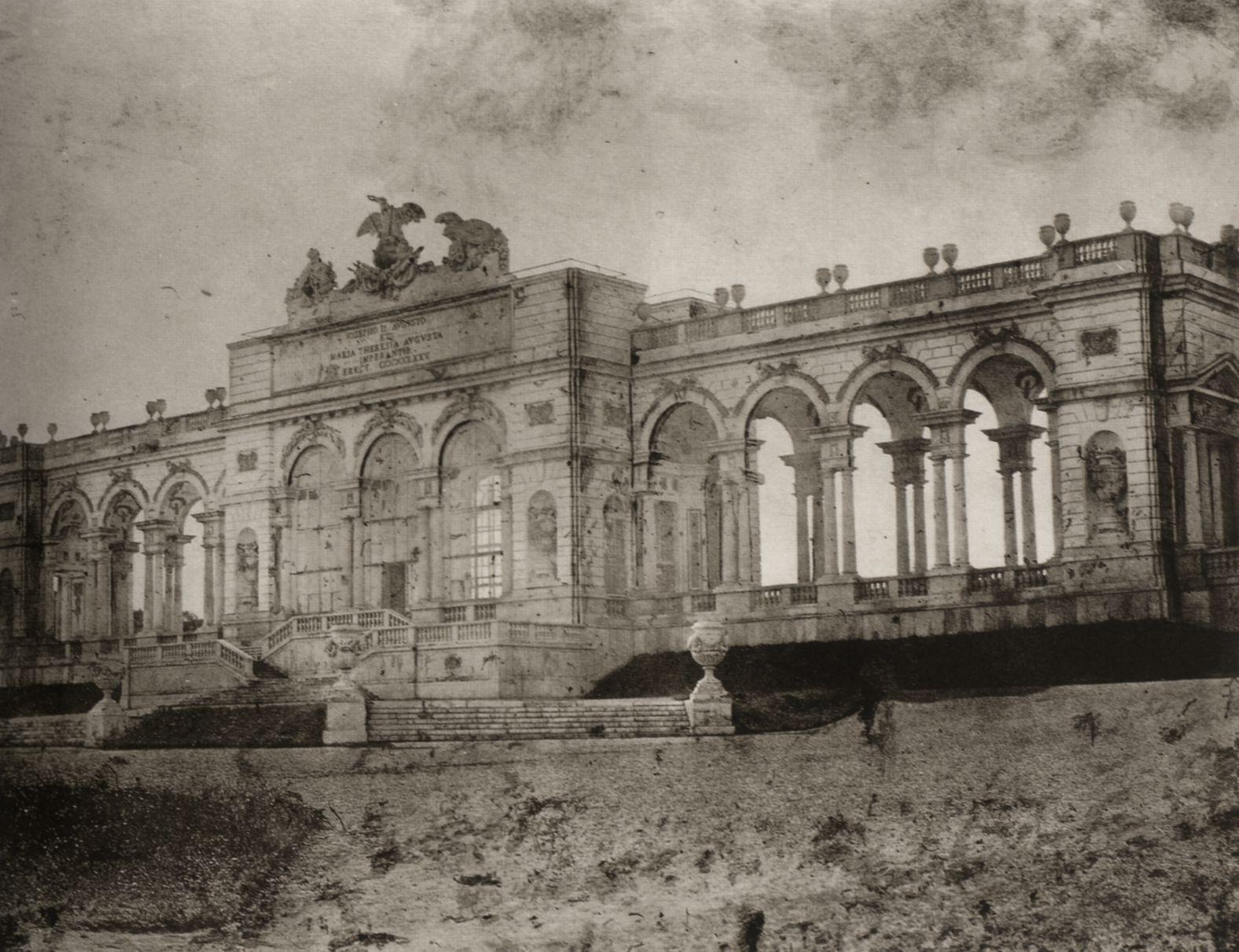
1854年の外観

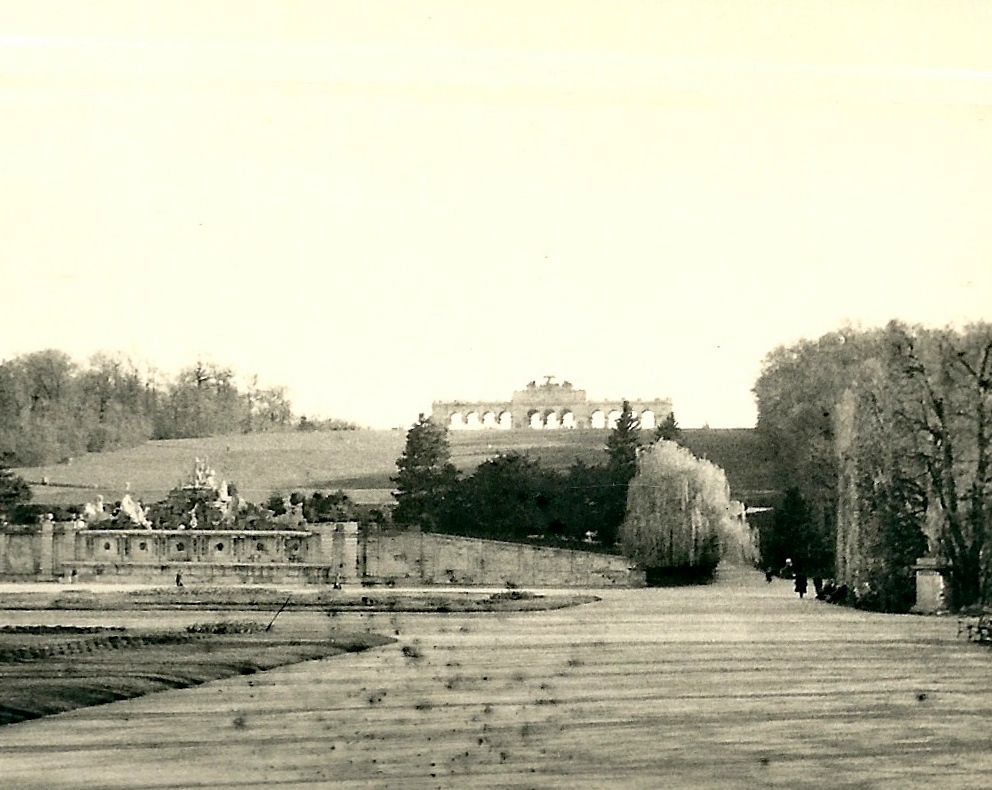
1952年の様子

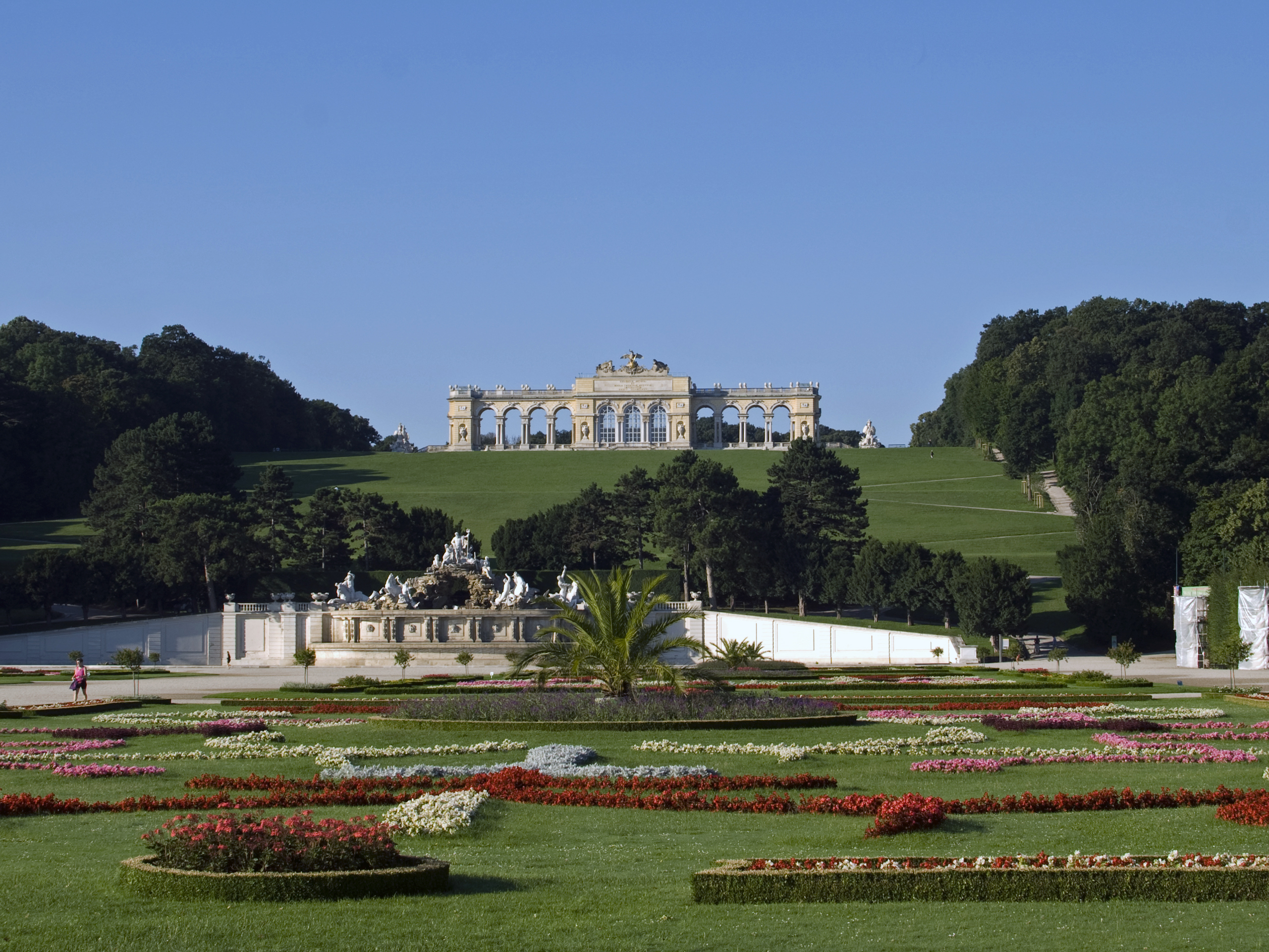
現在の様子：前景として花壇の庭園とネプチューンの噴水（花壇の奥の白い部分）とともに

1775年、シェーンブルン宮殿の庭園を構成する最後の建築物として建立された。設計は建築家ヨハン・フェルディナント・ヘッツェンドルフ・フォン・ホーエンベルク(1732-1816)。庭園の中でも最も人目を引く建物として、海抜241mの高さ（宮殿・庭園レベルからの高さ60m）から庭園を見下ろす「賛美の神殿」(Ruhmestempel)として設計された。建立を決定したのは皇后マリア・テレジアで、「ノイゲボイデ宮殿（現在のウィーン市11区にある）のガレリーには石の円柱とコルニスがあるが、活用されていない。(…)それを解体し、シェーンブルン宮殿へ運ばせるように」との指示を出した。ノイゲボイデ宮殿のガレリーと円柱は白色の硬い石で造られており、牛の頭部の彫刻やその他の装飾品も合わせて運び出されてグロリエッテに再利用された。円柱やその他の大規模な石の工事を担当したのは石工職人バルトロメウス・ペタンとアントニウス・ポッツォの工房で、ライタベルク山の皇室直属の採石場から運ばれた。
オーストリア皇帝フランツ・ヨーゼフ1世(位1848-1916)はグロリエッテを饗宴ホール、祝宴ホールとして利用し、その治世の晩年には朝食ルームとしても利用していた。ホールはハプスブルク王朝支配の最後まで利用され、現在はカフェが入って営業している。屋上はウィーンの市街地を一望できる展望デッキとなっている。彫刻装飾品はヨハン・バプティスト・ハーゲナウアーによる。第二次世界大戦の爆撃で深刻な損傷を被ったが、1947年には再建された。1995年に改修工事が行われた。
1790年から1910年まで、中央部の三つのアーチにはガラスがはめこまれていたが、その後、取り除かれ、吹き抜けの空間となった。この点について後に議論が交わされ、建築サイドからの「時流に即した造形を」という要望が入れられ、1990年代の改修の際に、残された古い写真を参考にして歴史的様式により窓ガラスが再建され、1996年からはカフェが営業している。
東の方角には「クライネ・グロリエッテ」（小さいグロリエッテ）がある。

## 奉献

グロリエッテの銘文

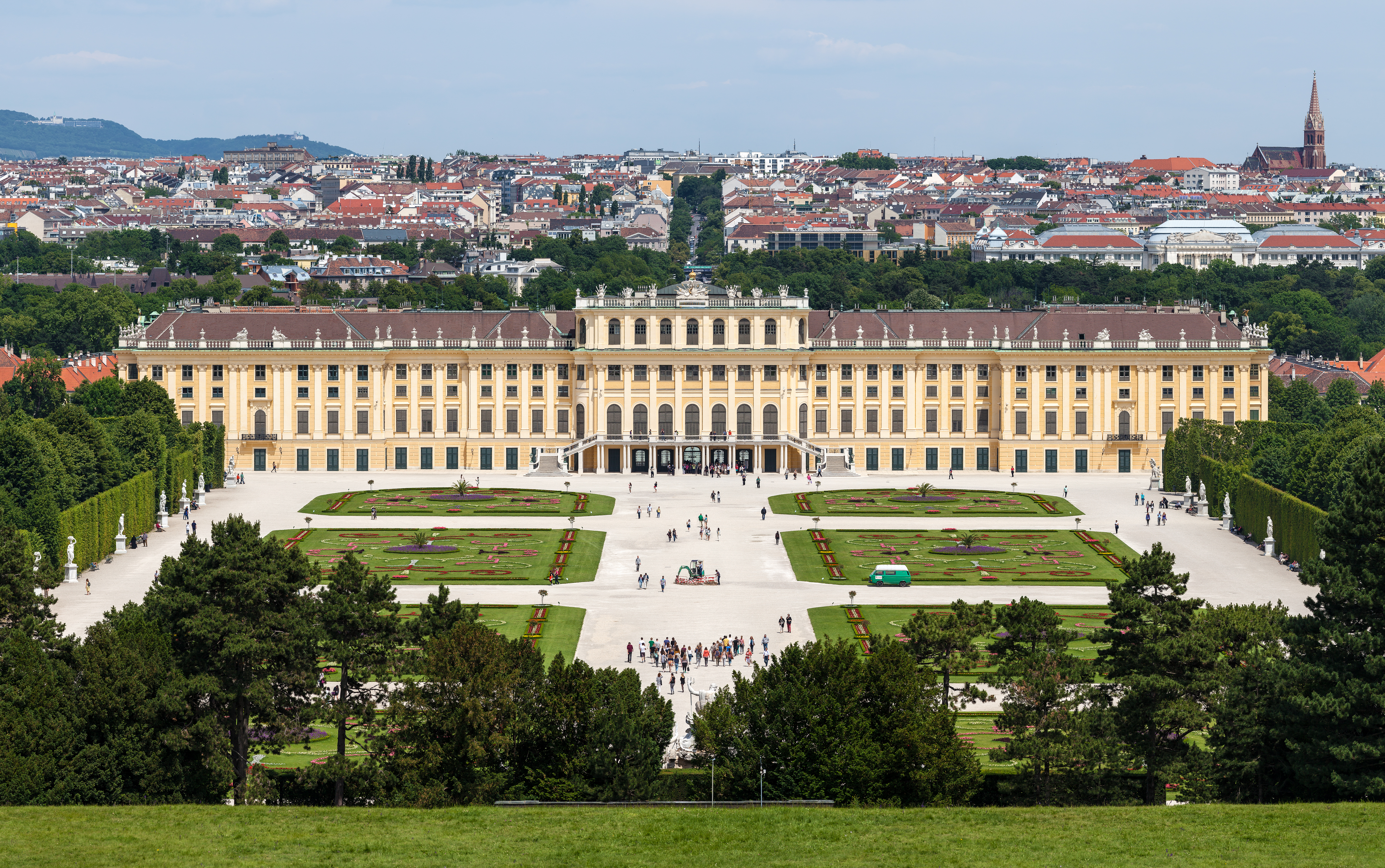
グロリエッテからの眺望。宮殿の奥にウィーンの市街地が広がり町を一望できる（右手奥は中心街のシュテファン大聖堂）。

シェーンブルン宮殿のグロリエッテは、ハプスブルク家の「正義の戦争」としてのオーストリア継承戦争(1740-1748)と七年戦争(1756-1763)、及び、戦後の和平を記念して奉献されたものである。
正面上部にはラテン語で次の銘文が掲げられている。
IOSEPHO II. AVGVSTO ET MARIA THERESIA AVGVSTA IMPERANTIB. ERECT. CIƆIƆCCLXXV
(意味は「1775年、皇帝ヨーゼフ2世と皇后マリア・テレジアの治世下で建立」)
年号の表記法は見慣れたローマ数字ではなく、ギリシャ語のΦ（フィー、ファイ）で1000を表す表記法に従っている。古代ローマ時代には、1000をMではなくΦ(CIƆ)で、500をDではなく片割れのΦ(IƆ)で表記する古代ギリシャ風の慣行がまだ残っていたものであり、グロリエッテの銘文もこれを採用している。
銘文で注目すべき文言はAVGVSTOとAVGVSTAで（それぞれ「皇帝」「皇后」の意味で用いられている）、神聖ローマ皇帝が古代ローマの初代皇帝アウグストゥス(AVGVSTVS)の系譜に連なっていることを意味している。

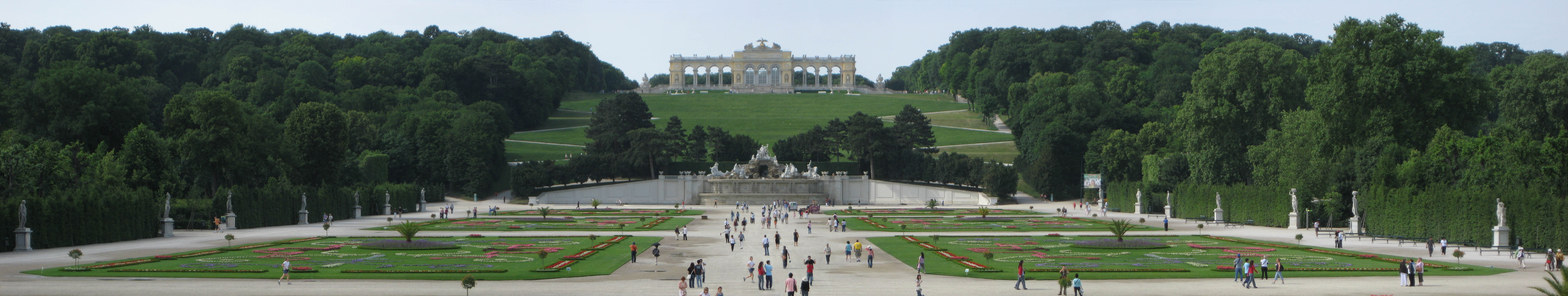
パノラマ角度で見る庭園全体と奥の丘のグロリエッテ

## ギャラリー

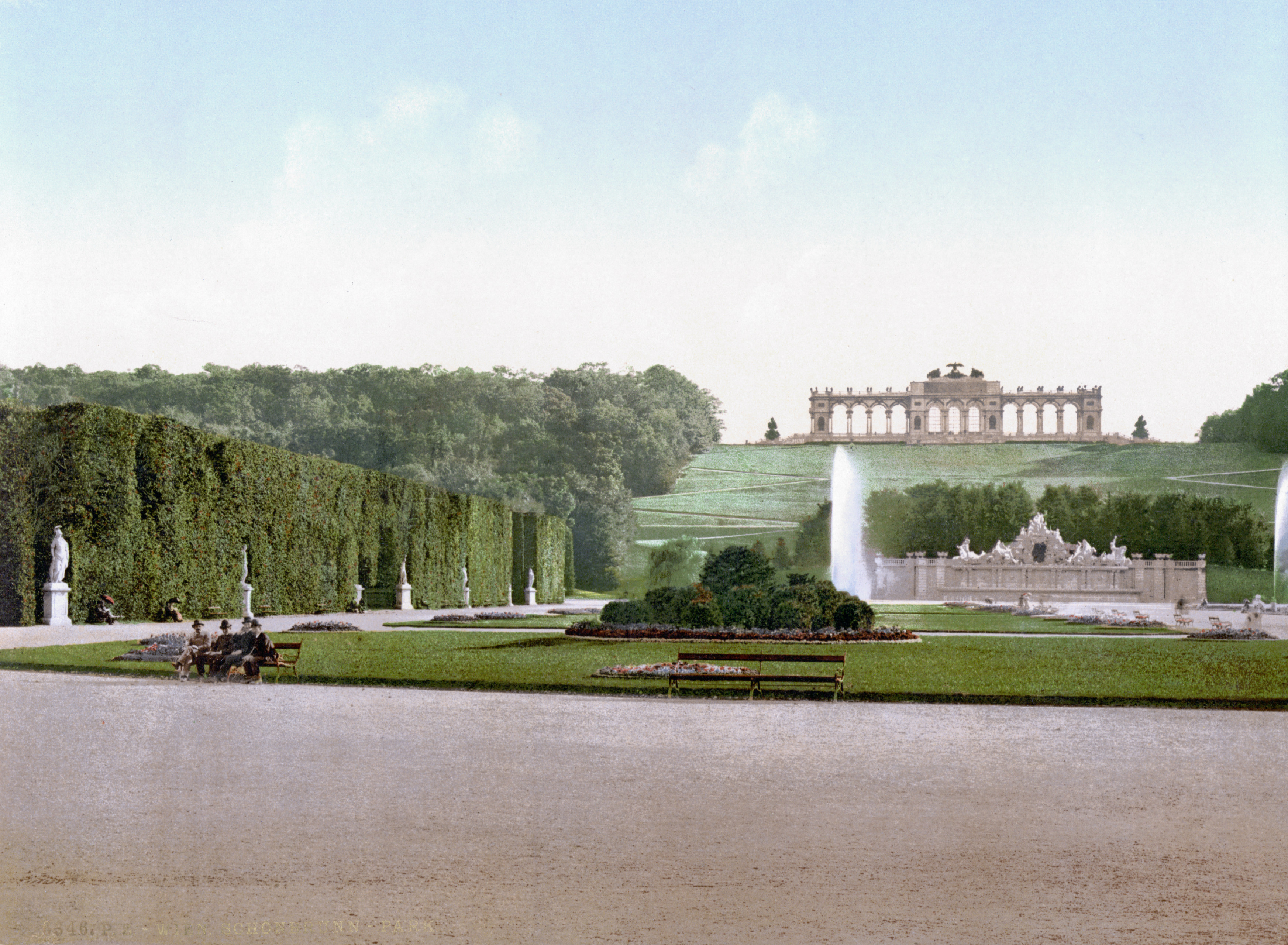
庭園から見上げるグロリエッテ(1900年)
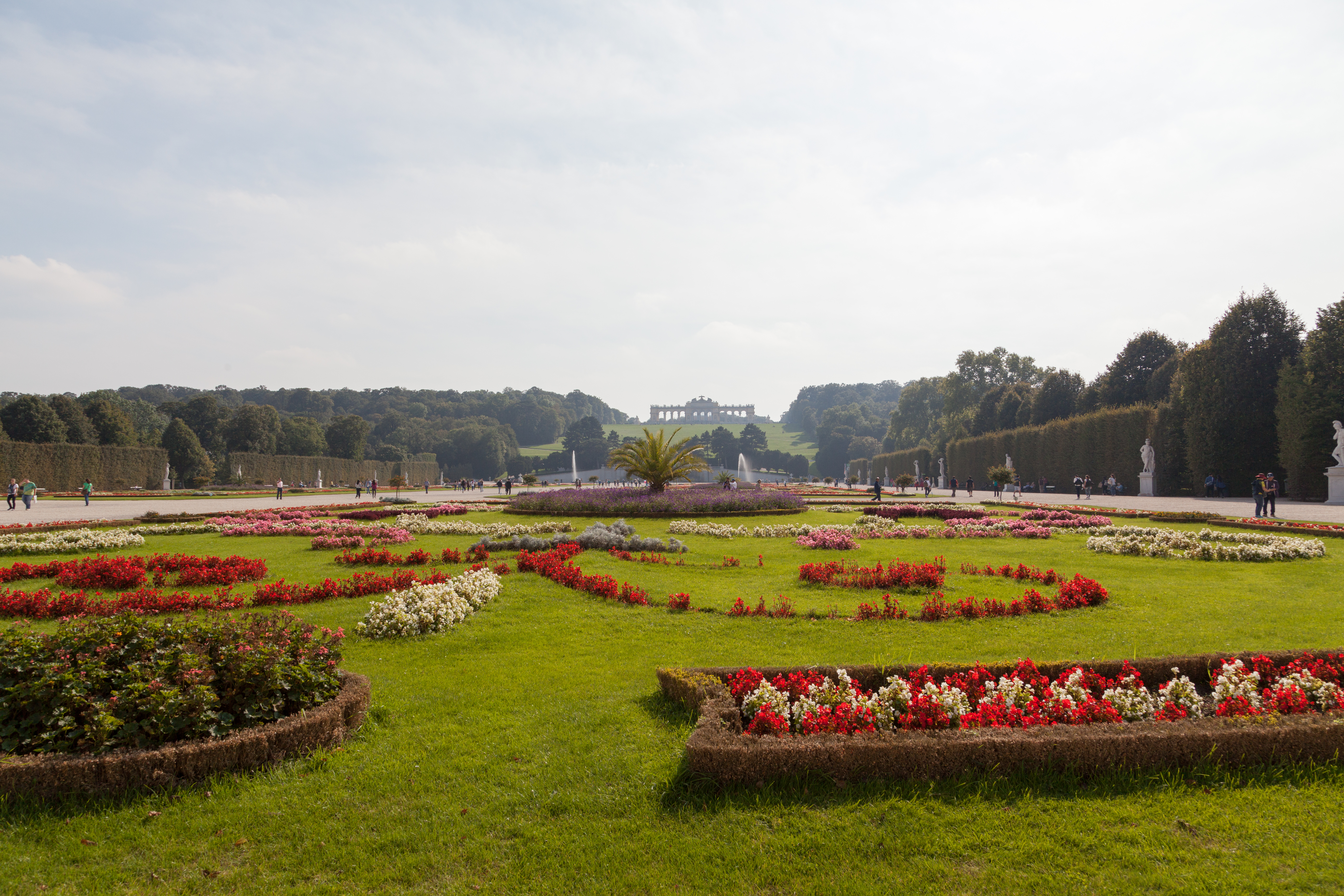
庭園から見上げる遠景のグロリエッテ(2014年)
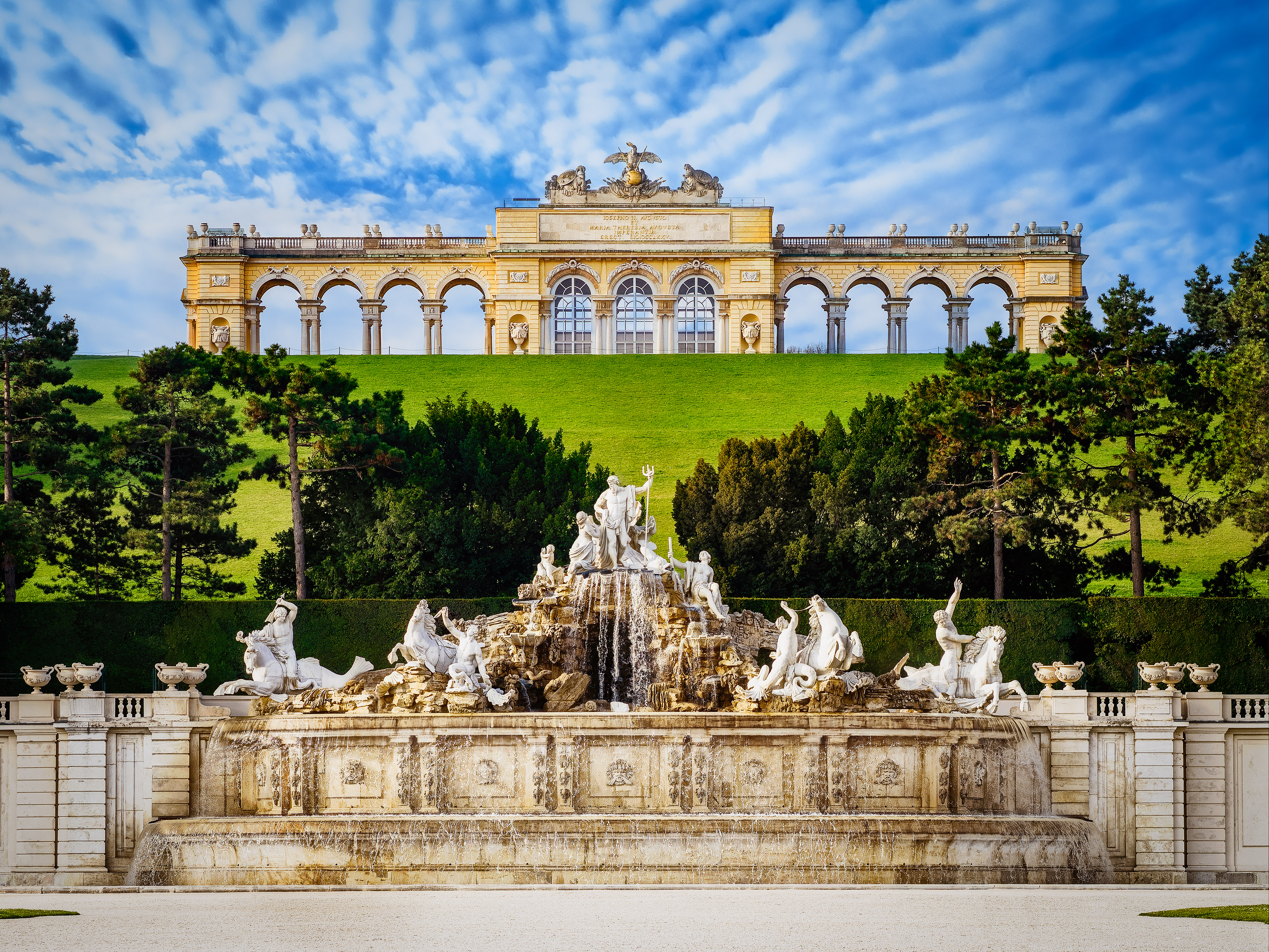
グロリエッテと前景のネプチューンの噴水
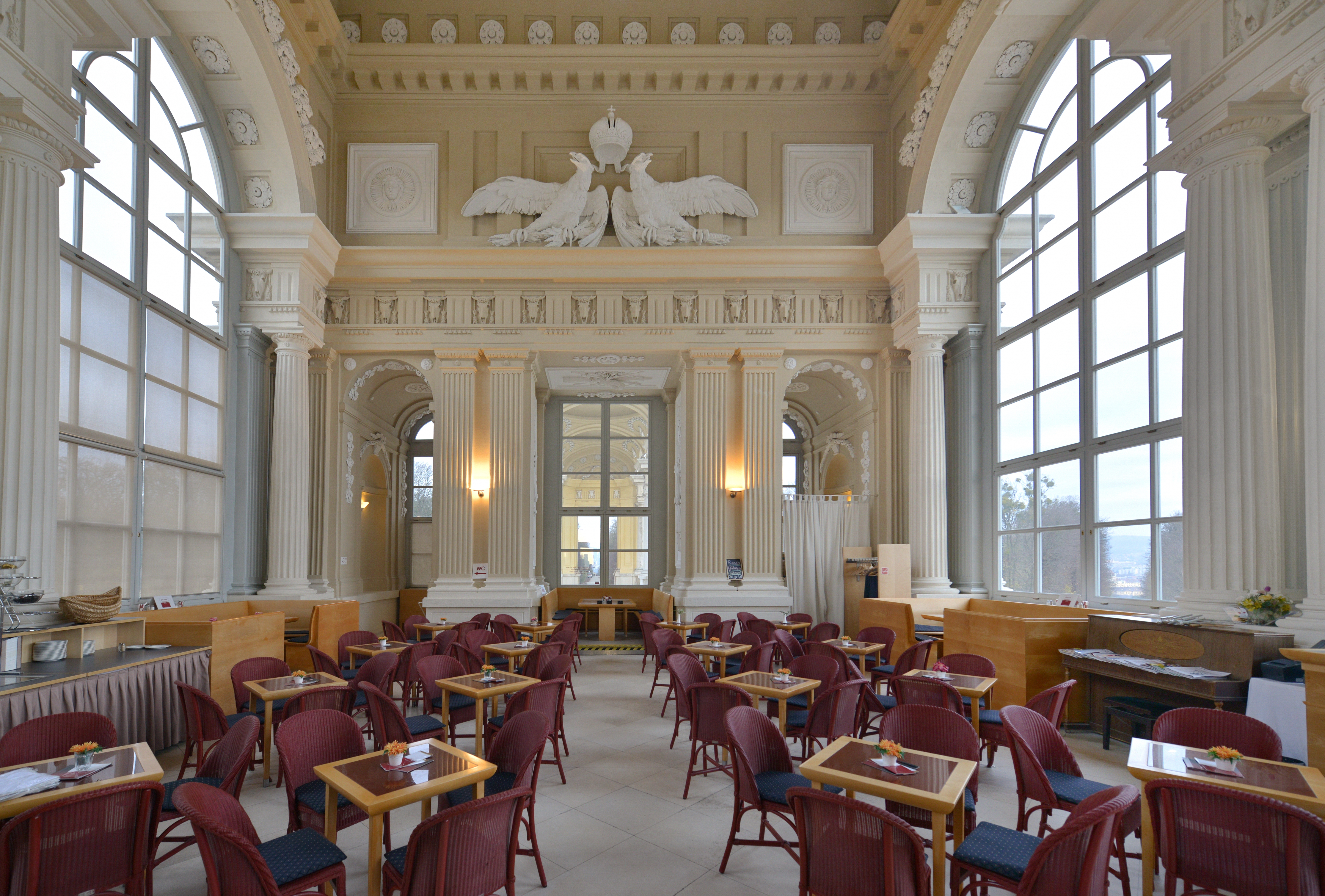
カフェが併設された内部の様子
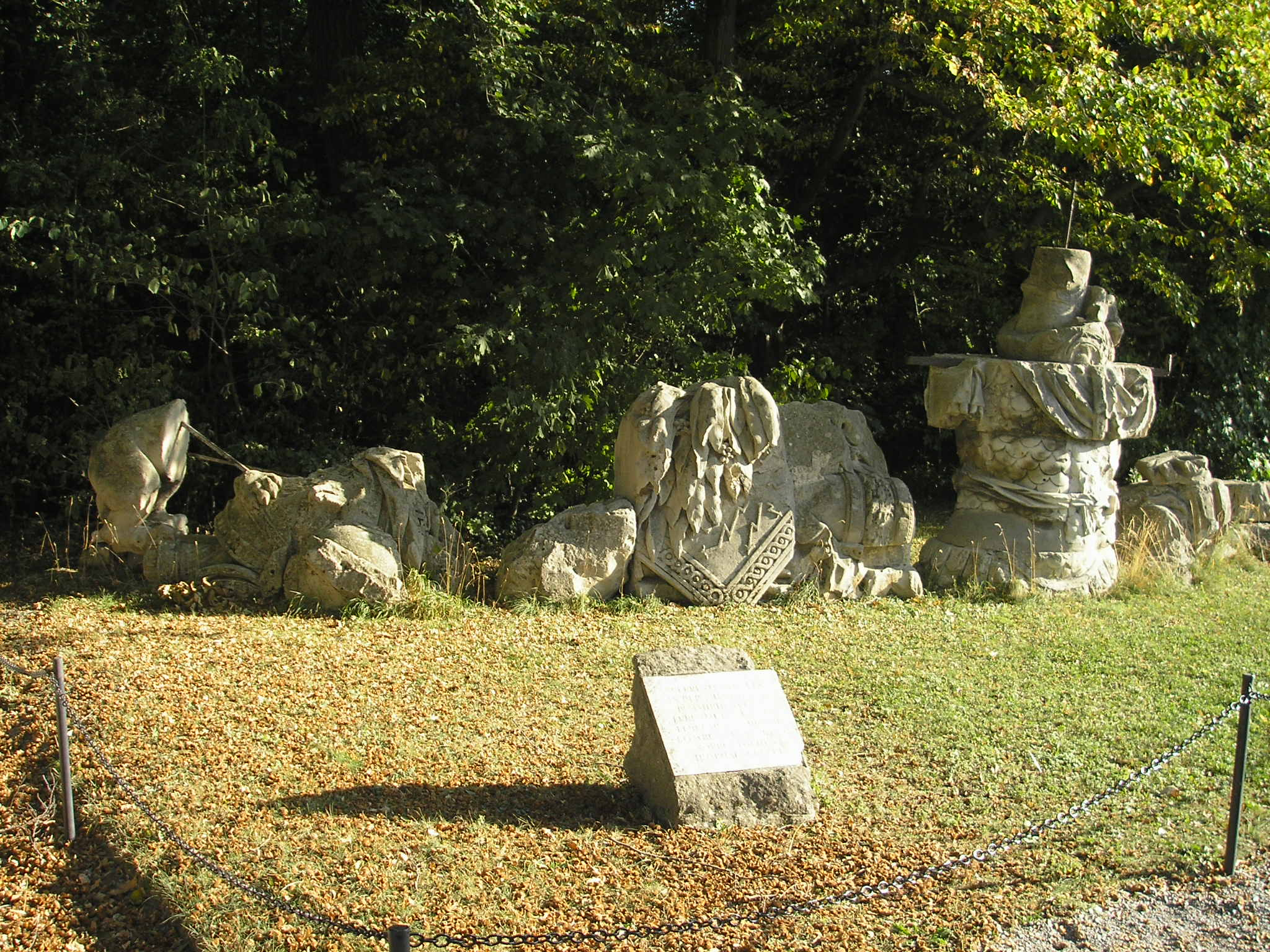
第二次世界大戦で破壊された残骸
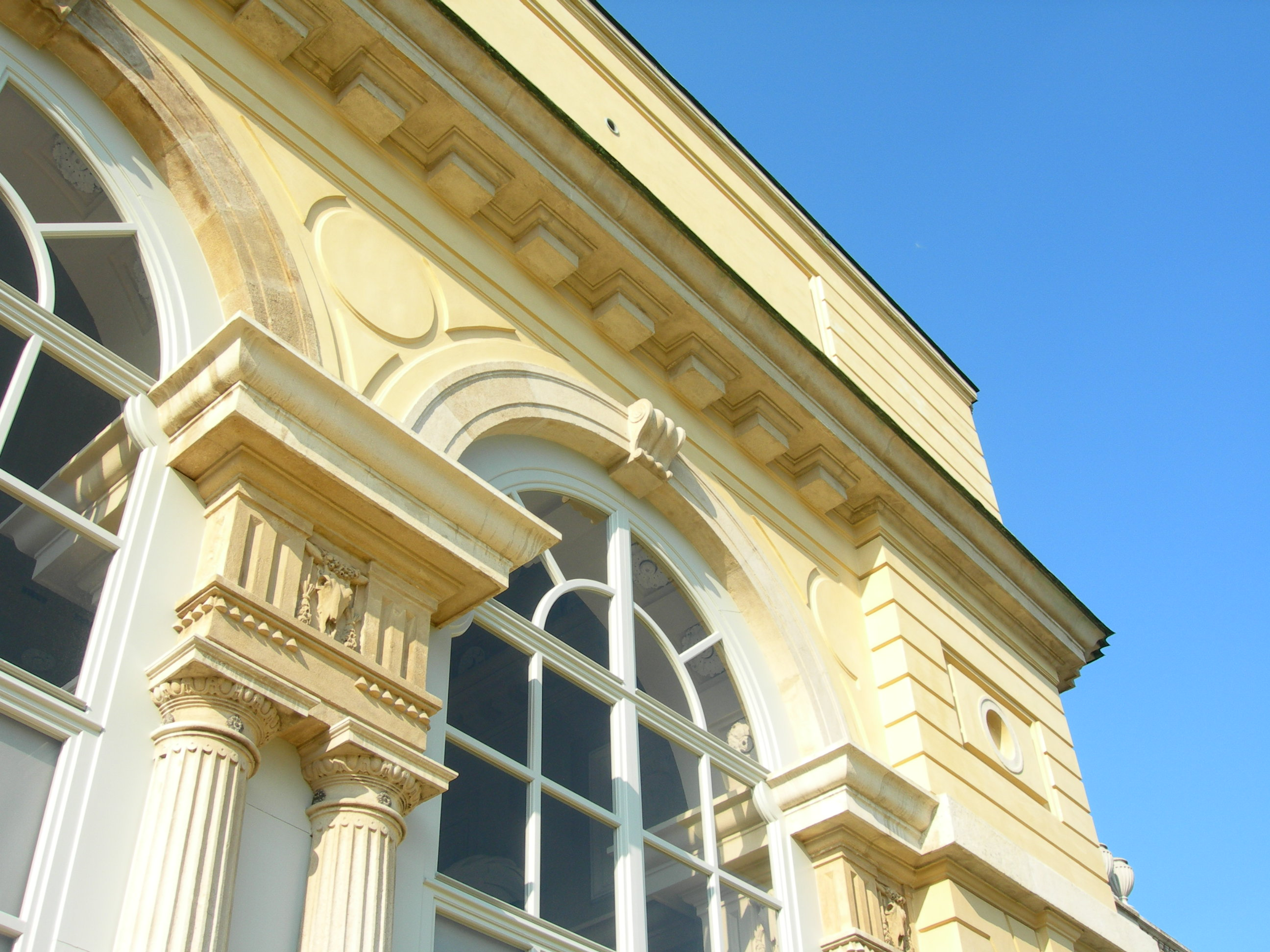
往年の様式で再建された窓ガラス
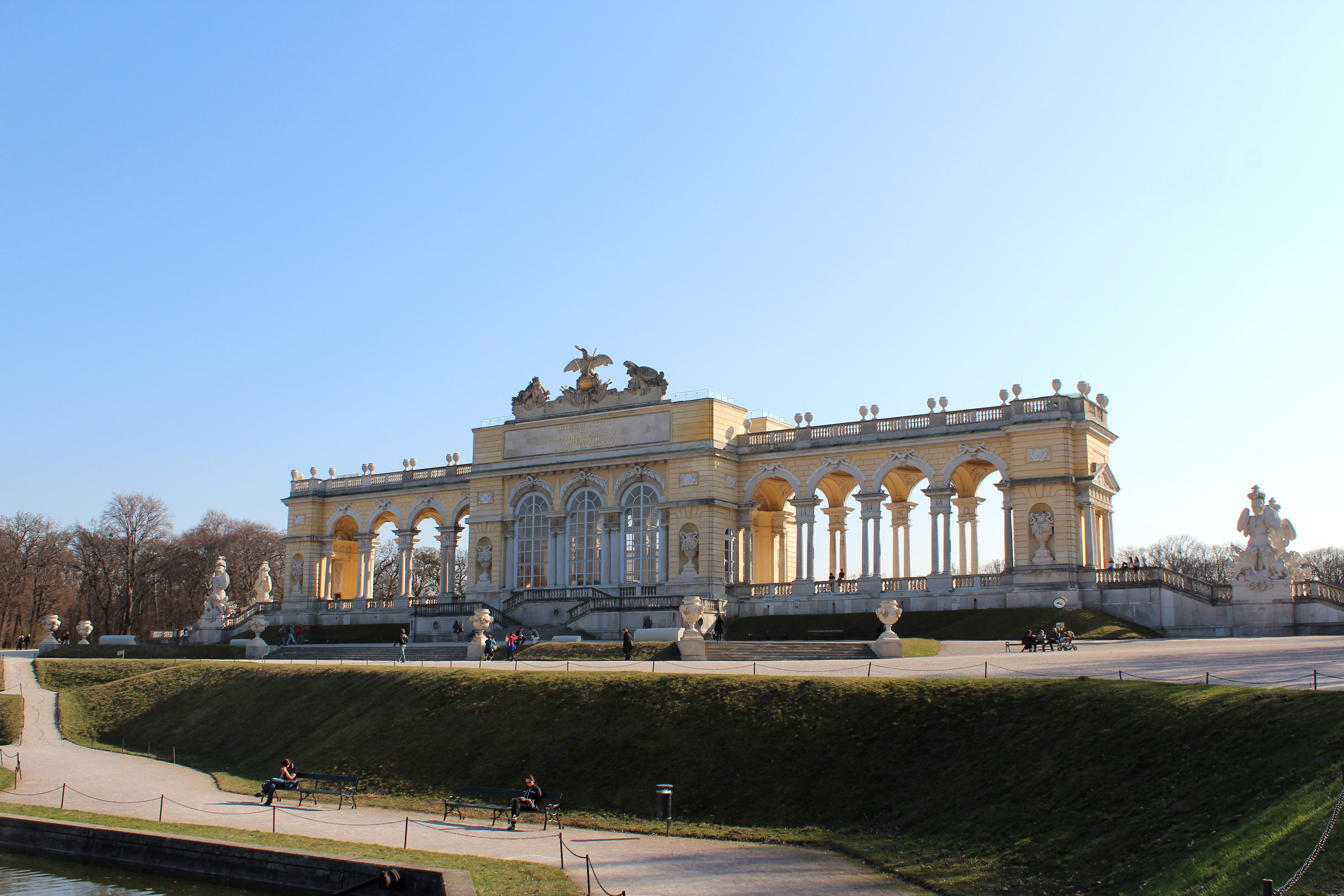
グロリエッテ（北側から撮影）
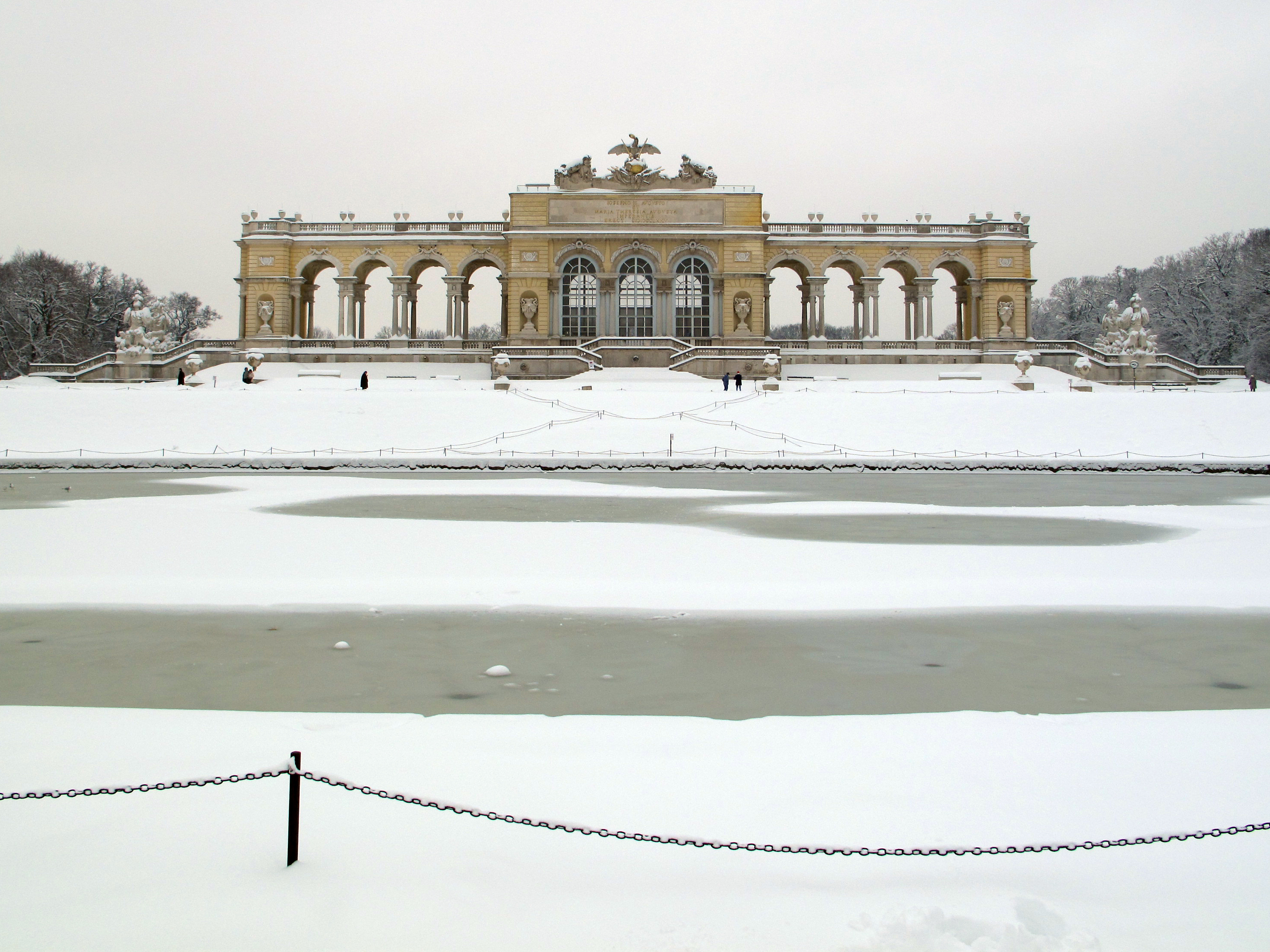
冬の雪景色のグロリエッテ
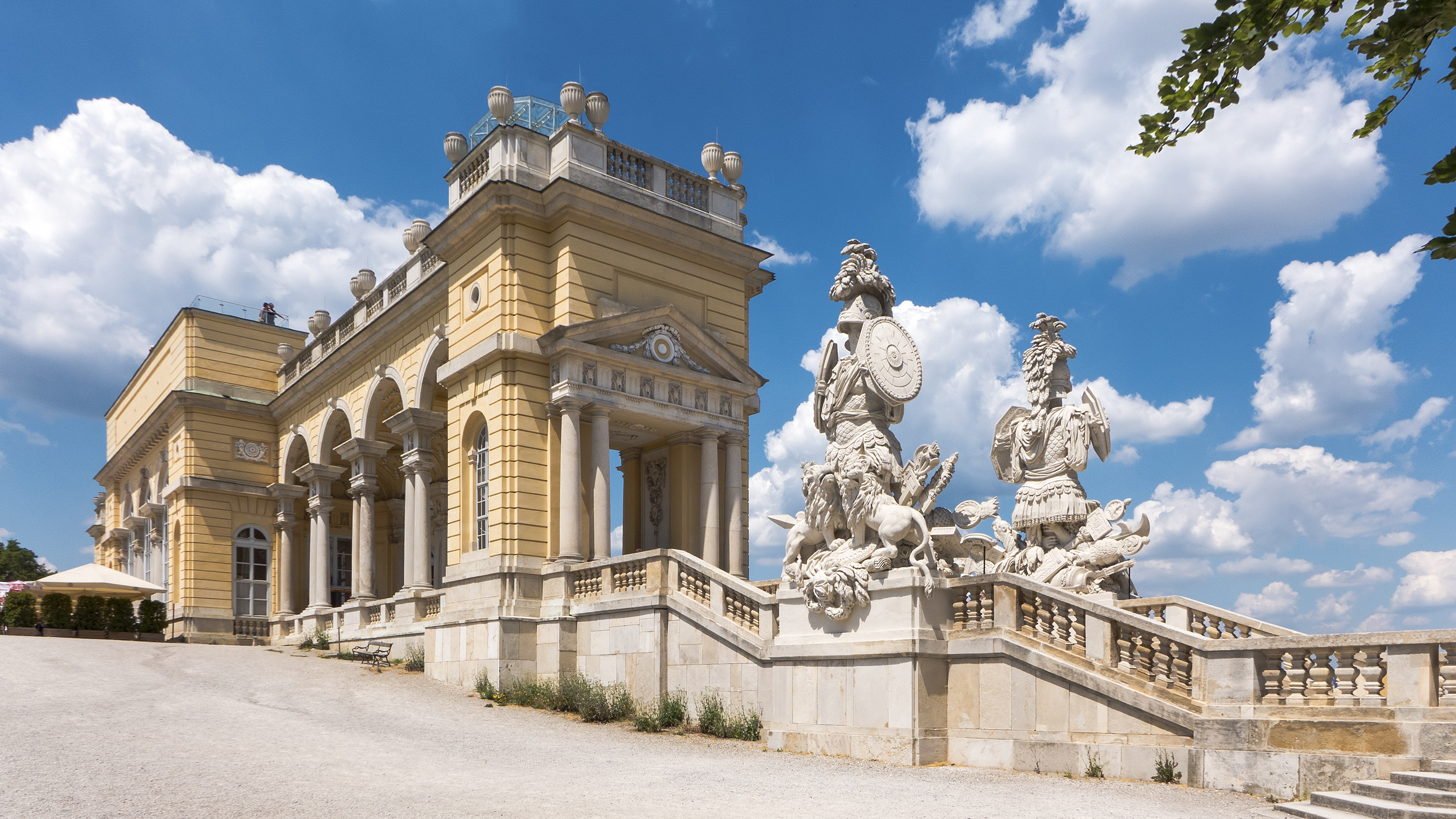
グロリエッテの裏側
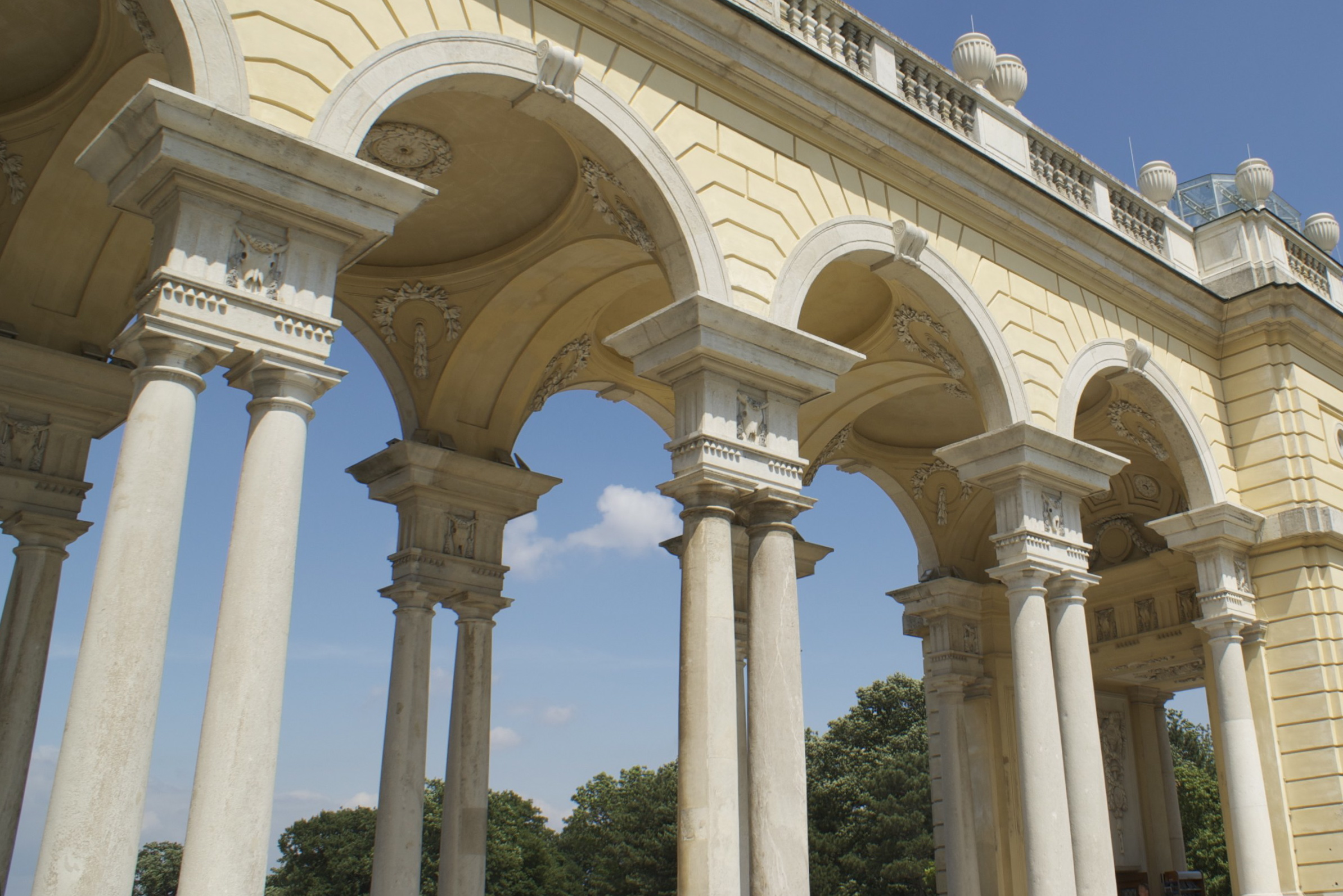
二重円柱。柱頭には飾りとして牛の頭部の彫刻があり、ノイゲボイデ宮殿（現在のウィーン市11区）の遺留品を再利用している。
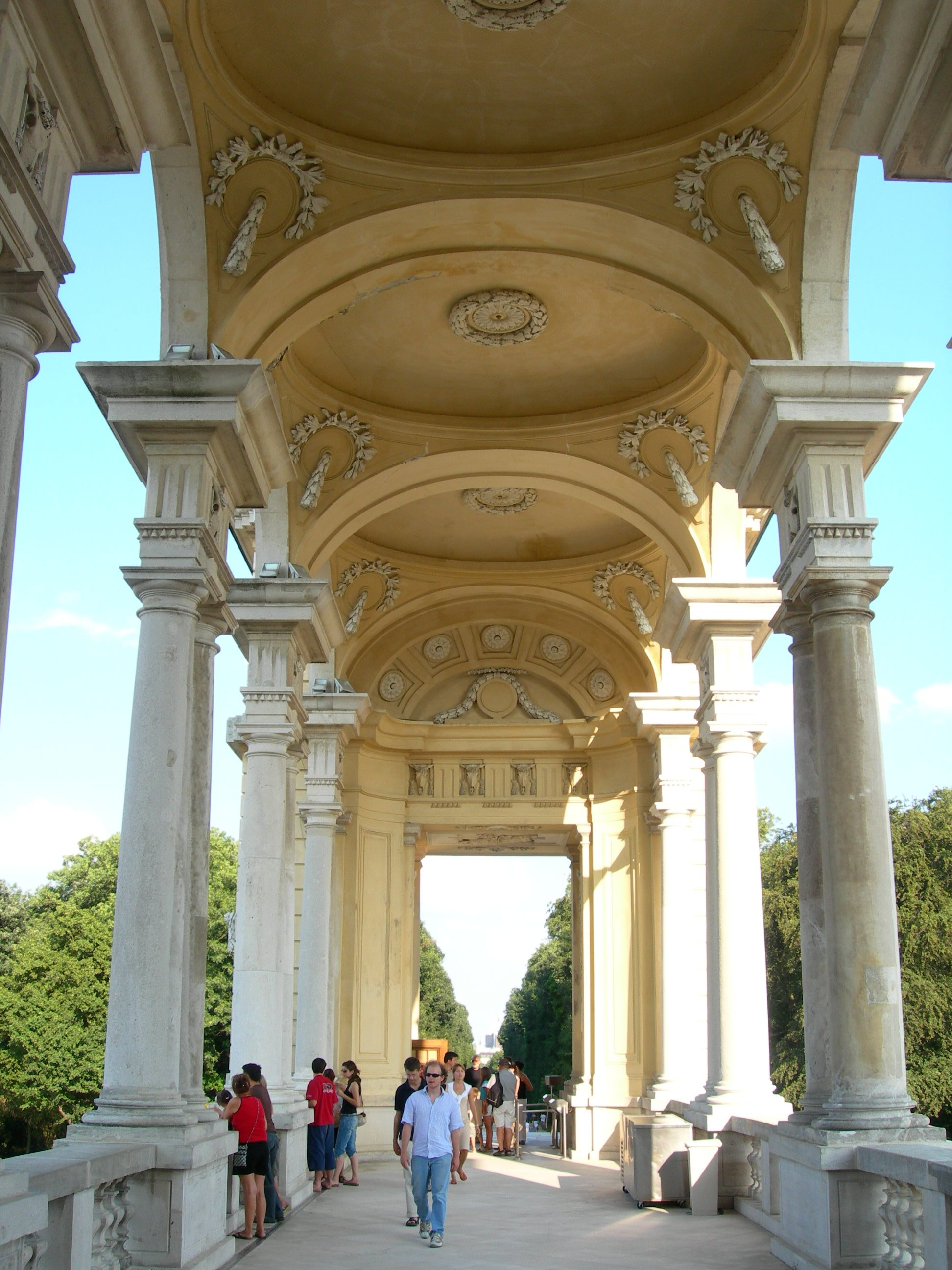
グロリエッテの円柱を直下から見た様子